# Tioga County, New York
Tioga County är ett administrativt område i delstaten New York, USA, med 51 125 invånare. Den administrativa huvudorten (county seat) är Owego.

## Geografi
Enligt United States Census Bureau har countyt en total area på 1 354 km². 1 343 km² av den arean är land och 11 km² är vatten.

### Angränsande countyn
- Cortland County, New York - nordost
- Broome County, New York - öst
- Susquehanna County, Pennsylvania - sydost
- Bradford County, Pennsylvania - syd
- Chemung County, New York- väst
- Tompkins County, New York - nordväst